# Каттарогус (округ)
Округ Каттарогус (англ. Cattaraugus County) — округ штата Нью-Йорк, США. Население округа на 2000 год составляло 83955 человек. Административный центр округа — деревня Литл-Валли.

## История
Округ Каттарогус основан в 1808 году; назван в честь слова языка Сенека, означающее "плохо-пахнущие берега", применительно к запаху газа, просачивающегося из местных каменистых образований. Источник образования округа Каттарогус: округ Дженеси.

## География
Округ занимает площадь 3424 км².

## Демография
Согласно переписи населения 2000 года, в округе Каттарогус проживало 83955 человек. По оценке Бюро переписи населения США, к 2009 году население уменьшилось на 5.1%, до 79689 человек. Плотность населения составляла 23.5 человек на квадратный километр.